# Naoki Chiba
Naoki Chiba (千葉 直樹, Chiba Naoki) est un footballeur japonais né le 24 juillet 1977 à Sendai.

## Biographie
Ce milieu de terrain a joué un total de 50 matchs en J-league 1.